# Androlyperus fulvus
Androlyperus fulvus är en skalbaggsart som beskrevs av George Robert Crotch 1873. Androlyperus fulvus ingår i släktet Androlyperus och familjen bladbaggar. Inga underarter finns listade i Catalogue of Life.